# 13 rue de l'Espoir
13 rue de l'Espoir est une bande dessinée réaliste française en noir et blanc des années 1960, dessinée par Paul Gillon sur des textes de Jacques et François Gall. Elle raconte la vie de tous les jours d'une femme moderne d'une vingtaine d'années, Françoise Morel. Ses histoires sentimentales occupent une part importante du récit qui s'apparente à un soap opera. Le titre correspond à l'adresse du domicile de la famille Morel, dans un quartier périphérique de Paris.

## Présentation de la bande dessinée
13 rue de l'Espoir parait dans le quotidien France-Soir entre septembre 1959 et décembre 1972, du lundi au samedi, sous la forme d'une bande horizontale de généralement deux, trois ou quatre cases. L'intégralité de l'œuvre, composée de 4 139 bandes, est publiée par les Humanoïdes associés sous la forme de deux albums de 606 et 448 pages, respectivement en 1980 et 1982.
Au-delà du grand intérêt que peuvent apporter le dessin ou l'histoire, cette bande dessinée est également considérée, par son côté réaliste, comme un fabuleux témoignage des évolutions de la société française au cours des années 1960. En effet, les scénaristes ont inclus dans le récit les principales nouveautés qui ont marqué cette période — mode, culture, technologies, façon de vivre — et beaucoup d'images fourmillent de détails de l'époque : rues de Paris, paysages de la Côte d'Azur, voitures, magasins, meubles design…
La bande dessinée est créée peu de temps après la parution de Juliette de mon cœur (titre original : The Heart of Juliet Jones) dans France-Soir, un comic strip réaliste du même type dessiné par Stan Drake.
C'est Pierre Lazareff, le directeur de France-Soir, qui passe commande de 13 rue de l'Espoir, en étant très attentif à sa qualité. Jean-Pierre Dionnet raconte dans ses mémoires qu'il a même affrété un avion afin que Gillon se rende à Monaco pour dessiner le casino de Monte-Carlo le plus fidèlement possible.

## Personnages
- Françoise Morel : le personnage principal, jeune fille célibataire qui cherche l'homme de sa vie et dont les nombreuses aventures sentimentales constituent l'ossature du récit
- M. Morel : le père de Françoise, veuf et ébéniste, qui subit un grave accident au début de l'histoire
- Solange Boulais : une jeune femme souvent insatisfaite, qui tient un magasin de vêtements dans un quartier chic de Paris
- Roger Boulais : le mari de Solange
- Mme Ménard : la concierge du 13 rue de l'Espoir
- Bibi : un garçon, petit-fils de Mme Ménard
- Alain : un photographe, fiancé de Françoise pendant une longue partie de l'histoire
- Nita : une riche héritière, amie de Françoise depuis leur voyage en Afrique
- Mademoiselle : de son vrai nom Stella, directrice d'une agence de mannequins où travaille Françoise pendant plusieurs épisodes
- Zoé : une femme dont le père de Françoise tombe amoureux

## Au cinéma
La bande dessinée a été adaptée au cinéma sous le titre La Gamberge. Réalisé par Norbert Carbonnaux, le film sort le 21 février 1962 et met en scène Françoise Dorléac dans le rôle principal.

### Documentation
- Patrick Gaumer, « 13, rue de l'espoir », dans Dictionnaire mondial de la BD, Paris, Larousse, 2010 (ISBN 9782035843319), p. 866.
- Daniel Riche, « Sous ce pavé, l'espoir », dans Jean-Luc Fromental (dir.), L’Année de la bande dessinée 81/82, Paris : Temps Futurs, 1982, p. 205-206.
- Paul Gravett (dir.), « De 1950 à 1969 : 13, rue de l'Espoir », dans Les 1001 BD qu'il faut avoir lues dans sa vie, Flammarion, 2012 (ISBN 2081277735), p. 209.
- Christophe Quillien, « Dames de cœur : Françoise Morel », dans Elles, grandes aventurières et femmes fatales de la bande dessinée, Huginn & Muninn, octobre 2014 (ISBN 9782364801851), p. 60.